# Brigade der hervorragenden Leistung

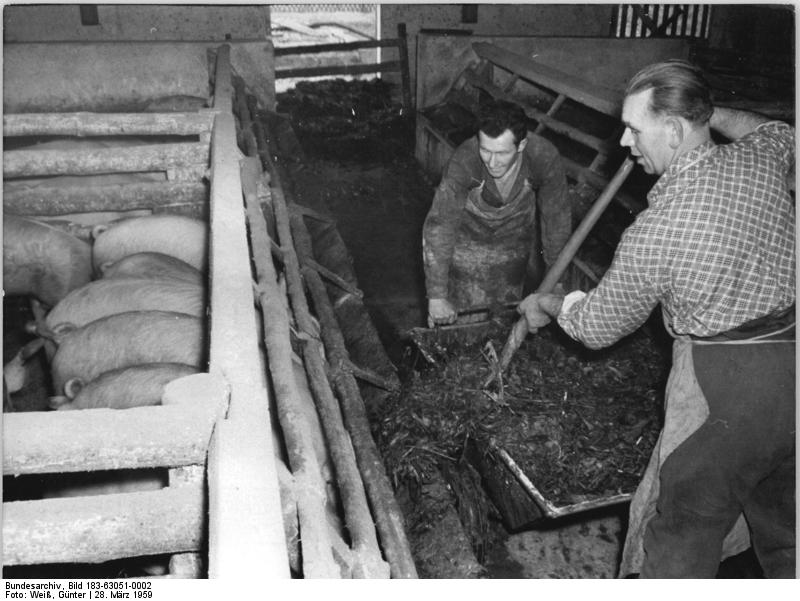
Die zwei Genossenschaftsbauern der LPG "1. Mai" in Berlin-Wartenberg gehören beide der Viehzuchtbrigade an, die auf der VI. LPG-Konferenz als "Brigade der hervorragenden Leistung" ausgezeichnet wurden und jetzt um den Titel "Brigade der sozialistischen Arbeit" kämpft. (1959)

Brigade der hervorragenden Leistung war eine staatliche Auszeichnung  der Deutschen Demokratischen Republik (DDR), welche in Form eines Ehrentitels mit einem kleinen emaillierten Abzeichen (Pin) verliehen wurde. 

## Beschreibung
Gestiftet wurde sie am 18. Februar 1954. Ihre Verleihung erfolgte an Brigaden landwirtschaftlicher Produktionsgenossenschaften, aber auch an Fischer, die durch besondere kollektive Leistungen zur Festigung der Arbeitsorganisation und Arbeitsdisziplin beigetragen hatten, ferner auch für die Leistungen bei Einführungen und Anwendung neuer Arbeitsmethoden, die zu einer Steigerung der landwirtschaftlichen Produktion/Fischerei geführt hatten. Mit dem Titel wurde dem Kollektiv auch eine Kollektivurkunde überreicht sowie eine Geldprämie und für jedes einzelne Mitglied ein Abzeichen. Die Verleihung wurde am 1. Januar 1978 eingestellt.

## Abzeichen
Das in Silberfarben gehaltene Kleinstabzeichen mit einer Größe von 26 mm × 24 mm zeigt eine wehende rot emaillierte Flagge mit der vierzeiligen Inschrift: LPG / BRIGADE DER / HERVORRAGENDEN / LEISTUNG Die Rückseite war glatt. An ihr war eine kleine Nadel mit Gegenhaken befestigt. Hinsichtlich der Tragweise gab es keine Regelung, sie wurde üblicherweise am Rockaufschlag des Anzugs oder an der Brusttasche des Arbeitshemdes getragen.